# UFC on ABC: Whittaker vs. Aliskerov
 UFC on ABC: Whittaker vs. Aliskerov  (conosciuto anche come UFC on ABC 6) è stato un evento di arti marziali miste tenuto dalla Ultimate Fighting Championship il 22 giugno 2024 alla Kingdom Arena di Riyadh, in Arabia Saudita.

## Risultati
|                  | Divisione         |                       |                 |                  | Metodo                                        | Round           | Tempo           | Premio          |
| Card Principale  | Card Principale   | Card Principale       | Card Principale | Card Principale  | Card Principale                               | Card Principale | Card Principale | Card Principale |
| ---------------- | ----------------- | --------------------- | --------------- | ---------------- | --------------------------------------------- | --------------- | --------------- | --------------- |
|                  | Pesi medi         | Robert Whittaker      | batte           | Ikram Aliskerov  | KO (pugni)                                    | 1               | 1:49            | POTN            |
|                  | Pesi massimi      | Alexander Volkov      | batte           | Sergei Pavlovich | Decisione unanime (30–27, 30–27, 29–28)       | 3               | 5:00            |                 |
|                  | Pesi medi         | Kelvin Gastelum       | batte           | Daniel Rodriguez | Decisione unanime (29–28, 30–27, 30–27)       | 3               | 5:00            |                 |
|                  | Pesi medi         | Sharabutdin Magomedov | batte           | Antonio Trócoli  | KO tecnico (ginocchiata e pugni)              | 3               | 2:27            | POTN            |
|                  | Pesi mediomassimi | Volkan Oezdemir       | batte           | Johnny Walker    | KO (pugni)                                    | 1               | 2:28            | POTN            |
| Card Preliminare |                   |                       |                 |                  |                                               |                 |                 |                 |
|                  | Pesi leggeri      | Nasrat Haqparast      | batte           | Jared Gordon     | Decisione non unanime (28–29, 29–28, 29–28)   | 3               | 5:00            |                 |
|                  | Pesi piuma        | Felipe Lima           | batte           | Muhammad Naimov  | Sottomissione (rear-naked choke)              | 3               | 1:15            | POTN            |
|                  | Pesi welter       | Rinat Fakhretdinov    | batte           | Nicolas Dalby    | Decisione non unanime (29–28, 28–29, 29–28)   | 3               | 5:00            |                 |
|                  | Pesi gallo        | Muin Gafurov          | batte           | Kang Kyung-ho    | Decisione unanime (30–27, 30–27, 30–27)       | 3               | 5:00            |                 |
|                  | Pesi mediomassimi | Magomed Gadzhiyasulov | batte           | Brendson Ribeiro | Decisione maggioritaria (29–28, 29–28, 28–28) | 3               | 5:00            |                 |
|                  | Pesi gallo        | Lee Chang-ho          | batte           | Xiao Long        | Decisione non unanime (28–29, 29–28, 29–28)   | 3               | 5:00            |                 |

## Premi
I lottatori premiati ricevettero un bonus di 50.000 dollari.
Legenda:
- FOTN: Fight of the Night (vengono premiati entrambi gli atleti per il miglior incontro dell'evento)
- POTN: Performance of the Night (viene premiato il vincitore per la migliore performance dell'evento)